# Cordia caffra
Cordia caffra är en strävbladig växtart som beskrevs av Otto Wilhelm Sonder. Cordia caffra ingår i släktet Cordia, och familjen strävbladiga växter. Inga underarter finns listade i Catalogue of Life.